# Stenodactylus leptocosymbotus
Stenodactylus leptocosymbotus là một loài thằn lằn trong họ Gekkonidae. Loài này được Leviton & Anderson mô tả khoa học đầu tiên năm 1967.